# Batman: The Killing Joke
Batman: The Killing Joke är serieförfattaren Alan Moore och tecknaren Brian Bollands tolkning av ursprunget till en av Batmans mest kända fiender: Jokern.

## Handling
Historien förflyttar sig mellan nutid och dåtid.
I nutiden har Jokern just flytt från rättspsykiatrisk vård på Arkham Asylum, och börjat utföra en plan, rättare sagt ett experiment, som kräver ett mänskligt försöksobjekt, Jim Gordon. Han vill bevisa att alla människor kan bli lika galna som han själv, om de har en riktigt dåligt dag. Då han hittat sitt testobjekt är han redo att bevisa sin upptäckt, och endast Batman är inbjuden att se.
Historien hoppar tidvis tillbaka till tiden då en desperat man är redo att göra allt för sin familjs överlevnad.

## Övrigt
Moore har själv sagt[källa behövs] att inspirationen till Killing Joke kom efter att han läst kollegan Frank Millers Batman – mörkrets riddare.